# 瑪嘉烈公主癌症中心
瑪嘉烈公主癌症中心，前稱瑪嘉烈公主醫院（Princess Margaret Hospital），是加拿大安大略省多倫多的科學研究中心及教學醫院，附屬於多倫多大學醫學院及大學醫療網絡。該院現為加拿大最大的癌症中心，北美第六大癌症中心，以及世界五大癌症中心之一。
醫院位於多倫多市中心大學路夾書院街處附近，是生物醫學研究機構高度集中的地區。該院以瑪嘉烈公主命名，並受安妮長公主慈善贊助。
該醫院專門治療癌症，主要惠及大多倫多地區居民。該院提供腫瘤外科、腫瘤內科、血液科（包括骨髓移植）、放射腫瘤科、心理社會腫瘤科、醫學造影、放射治療等專業服務。

## 圖集

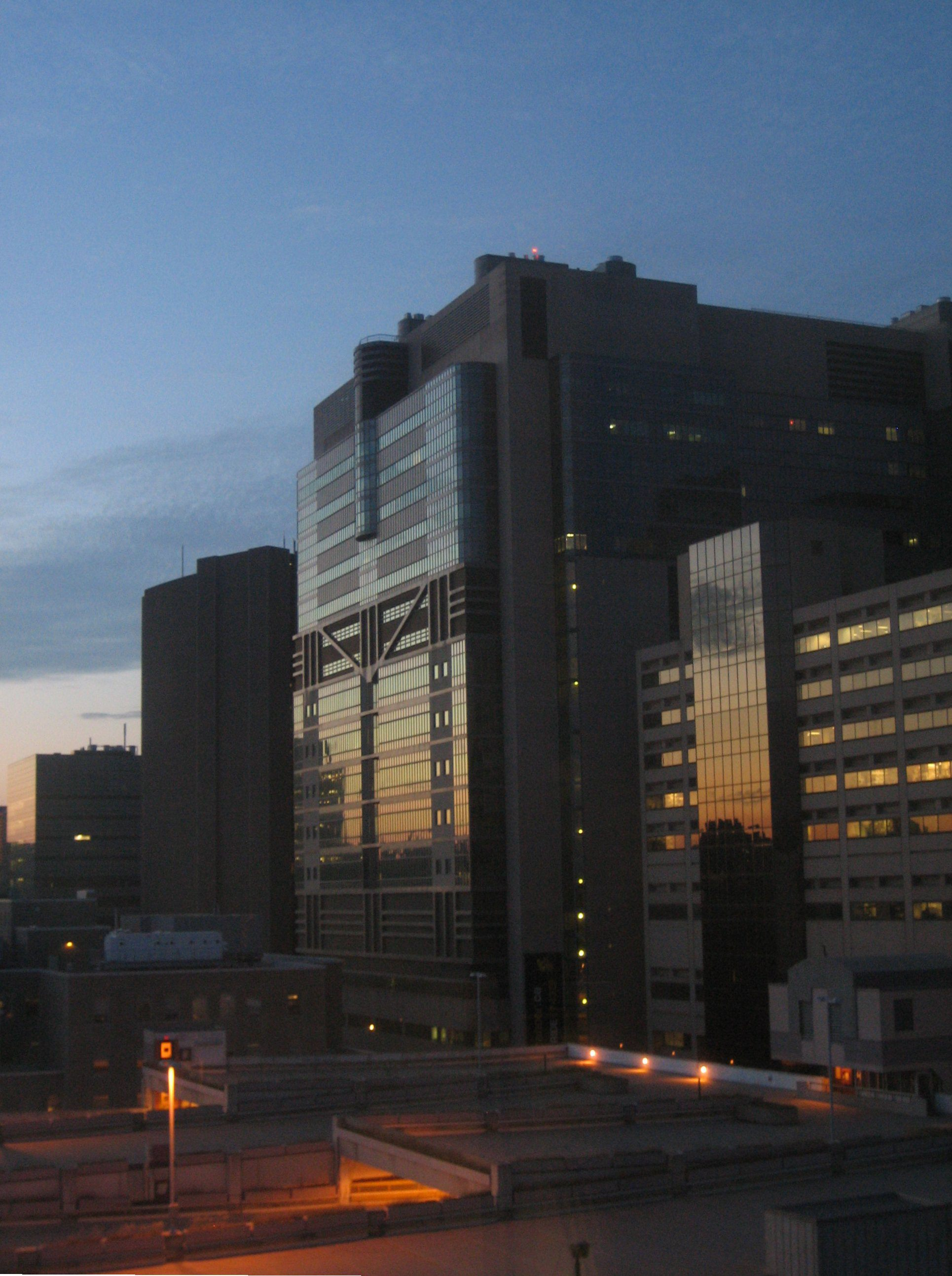
日落時從西南向望該院
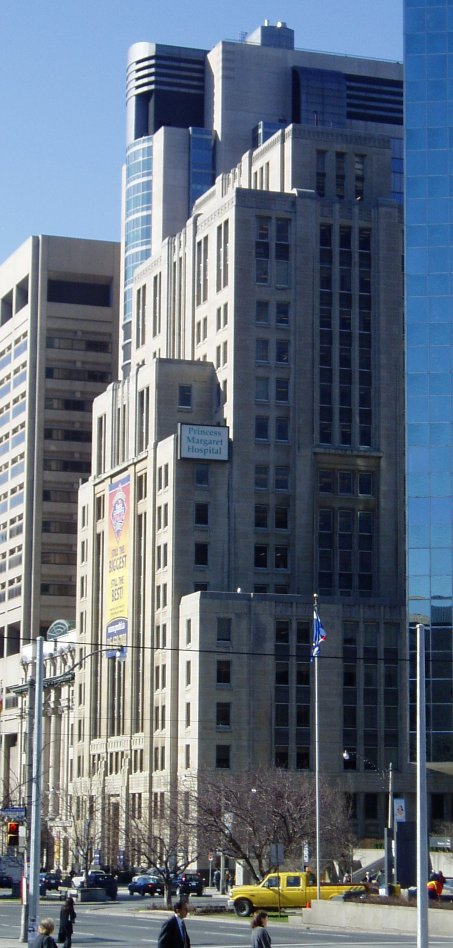
從東北向望該院，西乃山醫院位於南邊

## 外部連結
- 官方网站

43°39′30″N 79°23′26″W / 43.658248°N 79.390683°W